# Mangiatori di morte
Mangiatori di morte (Eaters of the Dead) è un romanzo di Michael Crichton del 1976.
Le fonti di ispirazione del romanzo sono: i tre capitoli del diario tenuto da Ibn Fadlan riguardanti il popolo dei Rus', e l'epopea altomedioevale di Beowulf.

## Trama
(Frase del protagonista)
Il romanzo, raccontato in prima persona, è ambientato nel X secolo: il Califfo di Baghdad (المقتدر بالله) invia, come punizione per liberarsi di lui, il dignitario Ahmad ibn Fadlan (احمد بن فضلان) al lontano Re dei Bulgari al fine di istruire quest'ultimo sulla religione Islamica. Ibn Fadlan inizia il viaggio con una comitiva composta da un imprecisato numero di uomini. Durante il tragitto questi entrano in contatto con alcune tribù turche note come Oghuz, i cui usi e costumi vengono descritti con dovizia di particolare dal narratore, vengono spiegati nel dettaglio infatti i riti funebri e matrimoniali. A seguito della permanenza presso le tribù nomadi turche Ibn Fadlan incontrerà i Normanni che dapprima accoglieranno la loro comitiva (viene spiegato che è usanza degli Uomini del Nord accogliere ospiti imbastendo lauti banchetti) per poi costringerli alla permanenza, sotto minaccia di coltelli, per assistere ai funerali del loro capo. I riti funebri vichinghi, spiega il narratore, sono particolarmente lunghi e cruenti, essi prevedono infatti che, sul punto di morte, un uomo debba riprendersi con le proprie forze senza essere accudito (se non servendogli dei pasti). Dopo la morte i Normanni prevedono che prima della cremazione (essi trovano aberrante l'idea che un uomo sia deposto sotto terra e divorato dai vermi) il morto debba giacere per dieci giorni sotto una tenda, viene chiesto inoltre quale delle sue schiave intenda accompagnarlo nel Valhalla, chi accetta dovrà avere rapporti sessuali con tutti gli uomini fedeli al proprio leader, i quali porranno così a lui l'ultimo saluto. Terminati i dieci giorni il rito prevede che la schiava venga soffocata da due uomini e pugnalata al costato da una donna soprannominata come "angelo della morte" (una sorta di sacerdotessa in grado di leggere il futuro, più avanti verrà spiegato che i normanni attribuiscono doti magiche alle donne) e in seguito deposta in una nave insieme al leader dei Vichinghi per essere cremata con lui, non prima di aver però sacrificato diversi animali (cani e cavalli) e gettato parte dei loro corpi sempre all'interno dell'imbarcazione per poi appiccarvi fuoco.
A succedere il leader dei vichinghi troviamo Buliwif, un uomo alto e robusto e con la particolarità di avere la capigliatura bianca, questi riceve un messaggio di aiuto da parte di un re Danese, il quale sostiene che la sua fortezza sia stata attaccata da terribili creature, lo stesso messaggero, un figlio del re, si lascia sfuggire delle lacrime mentre narra la vicenda colto dal terrore. Buliwif chiede quindi consiglio all'angelo della morte, la quale sostiene che per questa impresa occorrano tredici guerrieri, uno dei quali non deve essere normanno. I primi dodici si offrono volontari e tra di essi troviamo guerrieri, conti e nobili fedeli a Buliwif, mentre per quanto concerne il tredicesimo membro la scelta cade sullo sventurato Ibn Fadlan, il quale si vedrà costretto a seguire i vichinghi nella loro impresa, chiederà dunque ai suoi compagni di portare a compimento la missione per conto suo.
Il raffinato Ibn Fadlan all'inizio è spaventato e disgustato dalle usanze di questo popolo, che giudica sporco e dissoluto, ma lentamente scopre che in esso vi è una visione del mondo più profonda di quanto si aspettasse, e rivedrà radicalmente la sua valutazione iniziale.
Arrivati al villaggio che ha richiesto il loro aiuto, i guerrieri scoprono che il loro nemico arriva sempre con la nebbia. I terrorizzati abitanti parlano di un "serpente di fuoco" e di esseri mostruosi, i wendol (il termine sta a indicare genericamente la Bruma Nera, nebbia nera, la quale accompagna esseri che Crichton spiegherà, in una delle sue innumerevoli note di pseudoscienza, essere gli ultimi uomini di Neanderthal).
Dopo un attacco notturno il capo dei Vichinghi, Buliwif, decide di attaccare i wendol nel loro stesso covo, per ammazzare la loro regina (che ha le fattezze tipiche delle Veneri dell'Arte preistorica) e sbaragliare così i nemici. Sarà accompagnato dai suoi guerrieri e il sempre più sconcertato arabo.
Nel gruppo è importante la presenza di Herger, che nel corso della narrazione sarà l'unico interlocutore diretto dell'arabo, dato che è l'unico normanno a conoscere alcuni vocaboli in latino. L'impresa guerresca riesce, e la Dea Madre dei wendol viene uccisa mentre Buliwif viene solo ferito.
Nel combattimento finale i wendol, impazziti dal dolore, attaccheranno per l'ultima volta il villaggio dei vichinghi. Ed è proprio in occasione di quest'ultima battaglia che i suoi compagni vedono Buliwif uscire dalla tenda con due corvi sulle spalle, i segni distintivi di Odino quando prende forme umane. Lo scontro è vittorioso ma molti vichinghi, tra cui lo stesso Buliwyf, perdono la vita.
Ibn Fadlan, dopo la vittoria, può ritornare a casa, ma sulla via del ritorno il romanzo termina bruscamente, come se anche il manoscritto fosse stato interrotto, con le parole emblematiche: "... e allora accadde".

## Opere derivate
Dal libro è stato tratto nel 1999 il film Il 13º guerriero di John McTiernan con Antonio Banderas e Omar Sharif.

## Edizioni in italiano
- Michael Crichton, Mangiatori di morte, traduzione di Ettore Capriolo, Milano: Garzanti, 1977
- Michael Crichton, Mangiatori di morte, traduzione di Ettore Capriolo, Milano: TEA, 1998